# Vulpes vulpes karagan
Vulpes vulpes karagan es una subespecie de  mamíferos carnívoros  de la familia Canidae.

## Distribución geográfica
Se encuentra en el Kirguistán.